# Nekrolog 1924
Nekrolog
◄◄
| ◄
| 1920
| 1921
| 1922
| 1923
| 1924 | 1925 | 1926 | 1927 | 1928 | ► | ►►
1. Quartal |
2. Quartal |
3. Quartal |
4. Quartal 
Weitere Ereignisse | Allgemeiner Nekrolog 1924
Die Beschreibung der verstorbenen Person sollte so kurz wie möglich gehalten sein und nur deren signifikante Tätigkeit(en) enthalten.
Neue Namen ggf. auch unter dem Geburts- und Sterbedatum, also etwa unter 1. Januar und im Geburts- und Sterbejahr (2024) eintragen (nur bei entsprechender großer Wichtigkeit). Für Beispiele siehe die schon vorhandenen Artikel.
Außerdem über die fünf zuletzt Verstorbenen, zu denen es einen ausreichend guten Artikel für eine Präsentation auf der Hauptseite gibt, nach der todesbedingten Überarbeitung der Artikel ggf. auch unter Wikipedia Diskussion:Hauptseite informieren und sie am besten auch in den anderen Wikipedia-Sprachversionen eintragen. Tipp: Regelmäßig bei news.google.de nach „ist tot“, „gestorben“ oder „verstorben“ suchen.
Wenn eine Person gestorben ist, gibt es viele Seiten zu dieser Person in der Wikipedia, die davon auch betroffen sind und entsprechend aktualisiert werden müssen. Beispiele: Namenübersichtsseite, Geburtsjahr, Geburtsort-Seiten und viele mehr.
Wie finde ich die betroffenen Seiten?
Im Suchfeld auf der linken Seite gibt man den Suchbegriff so ein: „Vorname Nachname“. Dann klickt man auf Volltext und alle Seiten mit entsprechendem Suchtext werden aufgerufen. Hier sieht man dann schnell, wo auch das Todesjahr Sinn macht oder sogar ein Teil des Artikels angepasst werden muss. Auch hilft das „Werkzeug“ auf der linken Seite sehr gut, um solche Seiten aufzufinden: „Links auf diese Seite“. Somit ist die Wikipedia wieder aktuell in allen Bereichen! Hinweis: bei Eintragung der Kategorie „Gestorben JAHR“ wird der Missbrauchsfilter 49 ausgelöst, was jedoch nicht schlimm ist. Siehe: Spezial:Missbrauchsfilter/49
Dies ist eine Liste von im Jahr 1924 verstorbenen bekannten Persönlichkeiten. Die Einträge erfolgen innerhalb der einzelnen Daten alphabetisch sortiert. Tiere sind im Nekrolog für Tiere zu finden.
Die Liste ist nach Quartalen aufgeteilt:
- Nekrolog 1. Quartal 1924: Januar, Februar und März
- Nekrolog 2. Quartal 1924: April, Mai und Juni
- Nekrolog 3. Quartal 1924: Juli, August und September
- Nekrolog 4. Quartal 1924: Oktober, November und Dezember

## Datum unbekannt
| Joan Aguiló i Pinya           | spanischer Pfarrer, Amateurarchäologe und Autor                                                    |
| Sílvio Tibiriçá de Almeida    | brasilianischer Autor, Journalist, Romanist und Lusitanist                                         |
| Alvin Anger                   | deutscher Architekt                                                                                |
| Chichester Alexander Bell     | irischer Chemiker und Erfinder                                                                     |
| Black Benny                   | US-amerikanischer Jazzschlagzeuger                                                                 |
| Julius Adolf Bernhard         | deutscher Gymnasiallehrer und Altphilologe                                                         |
| André Béziat de Bordes        | US-amerikanisch-französischer Romanist                                                             |
| Jules Bied                    | französischer Erfinder                                                                             |
| Émile Blavet                  | französischer Journalist, Schriftsteller und Librettist                                            |
| Henri Bois                    | französischer protestantischer Theologe                                                            |
| Pierre Broodcoorens           | belgischer Dichter und Schriftsteller                                                              |
| Ferdinand Bünger              | deutscher Pädagoge und Schulrat                                                                    |
| Jose Chavez y Chavez          | Mitglied eines mexikanisch-amerikanisch-indianischen Stammes                                       |
| Alexandre-Étienne Choron      | französischer Koch                                                                                 |
| Dominik des Enffans d’Avernas | belgisch-österreichischer Adliger                                                                  |
| Eduard Ebner                  | deutscher Germanist, Literarhistoriker und Lehrer                                                  |
| Emma Eckstein                 | österreichische Publizistin, Frauenrechtlerin und Kinderbuchautorin; Patientin Sigmund Freuds      |
| Rudolf Eichstaedt             | deutscher Maler                                                                                    |
| August Ewald                  | deutscher Physiologe                                                                               |
| Max Fiedler                   | deutscher Kantor und Komponist                                                                     |
| Friedrich Fleiter             | deutscher Orgelbauer                                                                               |
| Maurice Fouchet               | französischer Diplomat                                                                             |
| Rudolf Friedrichs             | deutscher Architekt, Kommunalpolitiker und Senator                                                 |
| Hyppolyt von Gemmingen        | württembergischer Generalmajor                                                                     |
| Hans Genehr                   | deutscher Landschaftsmaler und Grafiker                                                            |
| Emile Gilliéron               | Schweizer Maler und Restaurator, tätig in Griechenland                                             |
| Karl Gillissen                | deutscher Genremaler der Düsseldorfer Schule                                                       |
| Sylvester Greiderer           | deutscher Regisseur, Kapellmeister und Dramaturg                                                   |
| James Grieve                  | schottischer Gärtner und Pflanzenzüchter                                                           |
| Frīdrihs Grosvalds            | lettischer und russischer Jurist                                                                   |
| Jean Grothe                   | deutscher Genremaler, Landschaftsmaler und Stilllebenmaler sowie Lithograf der Düsseldorfer Schule |
| Ernst Grundmann               | deutscher Jurist und Parlamentarier                                                                |
| Émile Haguenin                | französischer Literaturwissenschaftler und Diplomat, Germanist, Romanist und Italianist            |
| Headon Hill                   | englischer Journalist und Schriftsteller                                                           |
| Margarete Hoenerbach          | deutsche Malerin, Grafikerin, Medailleurin und Bildhauerin                                         |
| Karl Jennes                   | deutscher Glasmaler                                                                                |
| Friedrich Kästner             | deutscher Porzellanfabrikant                                                                       |
| Hermann Katsch                | deutscher Maler                                                                                    |
| Ohannes Kayserian             | armenischer Publizist                                                                              |
| Emil Köhler                   | deutscher Kommunalpolitiker und Parlamentarier                                                     |
| Hans von Könneritz            | deutscher Rittergutsbesitzer und Politiker, MdL (Königreich Sachsen)                               |
| Sotirios Krokidas             | griechischer Politiker und Ministerpräsident                                                       |
| Stefan von Laszewski          | polnischer Jurist und Politiker, MdR                                                               |
| Franz Lusensky                | deutscher Ministerialbeamter und Parlamentarier                                                    |
| Robert Lutkat                 | deutscher Schauspieler und Komiker                                                                 |
| Orison Swett Marden           | amerikanischer Hotelier und Autor                                                                  |
| Allan Marquand                | US-amerikanischer Logiker und Kunstgeschichtler                                                    |
| Oscar Martel                  | kanadischer Geiger, Musikpädagoge und Komponist                                                    |
| Nevil Maskelyne               | britischer Zauberkünstler                                                                          |
| Albert Matthai                | deutscher Schriftsteller und Redakteur                                                             |
| Ludwig Matthias               | deutscher Verwaltungsjurist und Ministerialbeamter in Hessen                                       |
| Albert Mertés                 | deutscher Hutfabrikant                                                                             |
| Paul-Eugène Mesplès           | französischer Maler, Lithograph, Radierer, Illustrator, Karikaturist und Musiker                   |
| Elvira Müller-Berghaus        | deutsche Opernsängerin und Gesangspädagogin                                                        |
| Sigmund Münchhausen           | deutscher Architekt des Historismus                                                                |
| Oei Tiong Ham                 | indonesischer Unternehmer und zu seiner Zeit reichster Mann Südostasiens                           |
| Julius Otto                   | deutscher Theaterschauspieler und -intendant                                                       |
| Pietronella Peters            | deutsche Malerin                                                                                   |
| Arthur von Pieschel           | deutscher Verwaltungsbeamter und Rittergutsbesitzer                                                |
| Oswald Rommel senior          | deutscher Bildhauer                                                                                |
| Friedrich Franz Roth          | deutscher Mediziner                                                                                |
| Jim Rutherford                | englischer Fußballspieler                                                                          |
| Jelena Samokisch-Sudkowskaja  | russische Malerin                                                                                  |
| Christian Sandrock            | deutscher Maler und Schriftsteller                                                                 |
| Edward Benjamin Scheve        | amerikanischer Komponist                                                                           |
| Carl Philipp Schilling        | deutscher Kirchenmaler des Historismus                                                             |
| Friedrich Maximilian Schoop   | Schweizer Journalist und Hotelier                                                                  |
| Anton Schürkes                | deutscher katholischer Priester                                                                    |
| Emil Schwabe                  | deutscher Genre- und Porträtmaler der Düsseldorfer Schule                                          |
| Heinrich Schwabe              | deutscher Bildhauer                                                                                |
| Guillaume Seignac             | französischer Genre-, Porträt- und Historienmaler                                                  |
| Robert Settekorn              | deutscher Opernsänger (Bariton)                                                                    |
| Georg Tatter                  | Königlicher Hofgärtner, Garteninspektor und Landschaftsarchitekt                                   |
| Arthur Lloyd Thomas           | amerikanischer Politiker                                                                           |
| Luigi Viola                   | italienischer Klassischer Archäologe                                                               |
| Charlotte Wahlström           | schwedische Malerin                                                                                |
| Edward Wakefield              | neuseeländischer Journalist und Politiker                                                          |
| Johann Baptist Witting        | promovierter Notar, Genealoge und Heraldiker                                                       |
| Karl Friedrich Wunder         | deutscher Fotograf und Verleger von Ansichtskarten und Fotobüchern                                 |
| Werner Zehme                  | deutscher Maler, Illustrator und Schriftsteller                                                    |